# Marschnerstraße (München)
Die Marschnerstraße, benannt nach dem Komponisten Heinrich Marschner (1795–1861), ist eine Straße im Münchner Stadtbezirk Pasing-Obermenzing, die um 1897 angelegt wurde.

## Geschichte
Die ursprünglich Riemerschmidstraße genannte Straße ist neben der Alten Allee die zweite Haupterschließungsstraße der Villenkolonie Pasing II, die nach dem Modell einer Gartenstadt errichtet wurde. Die Marschnerstraße beginnt an der Alten Allee, wo die Himmelfahrtskirche als markantes Bauwerk steht, und führt bis zum Robert-Stolz-Platz.
Die Allee verläuft parallel zur Bahnstrecke München–Augsburg. In den ersten Jahrzehnten erfolgte eine lockere Bebauung mit Villen. In den letzten Jahrzehnten des 20. Jahrhunderts wurden die Baulücken nach und nach mit mehrstöckigen Wohnhäusern geschlossen.

## Baudenkmäler an der Marschnerstraße
| Pasing: - Marschnerstraße 2: Himmelfahrtskirche - Marschnerstraße 3/3a (Doppelwohnhaus) - Marschnerstraße 12 (Villa) - Marschnerstraße 16 (Villa) - Marschnerstraße 21 (Villa) - Marschnerstraße 22 (Villa) - Marschnerstraße 23 (Wohnhaus) - Marschnerstraße 24 (Villa) - Marschnerstraße 26 (Villa) - Marschnerstraße 27a (Villa) - Marschnerstraße 29 (Wohnhaus), Doppelhaushälfte mit Nr. 31 - Marschnerstraße 30 (Villa) - Marschnerstraße 31 (Villa), Doppelhaushälfte mit Nr. 29 - Marschnerstraße 33 (Villa) - Marschnerstraße 35–41g (Reihenhausgruppe) | Obermenzing: - Marschnerstraße 42 (Villa) - Marschnerstraße 43 (Villa) - Marschnerstraße 44 (Villa) - Marschnerstraße 55 (Villa) - Marschnerstraße 59 (Villa) |

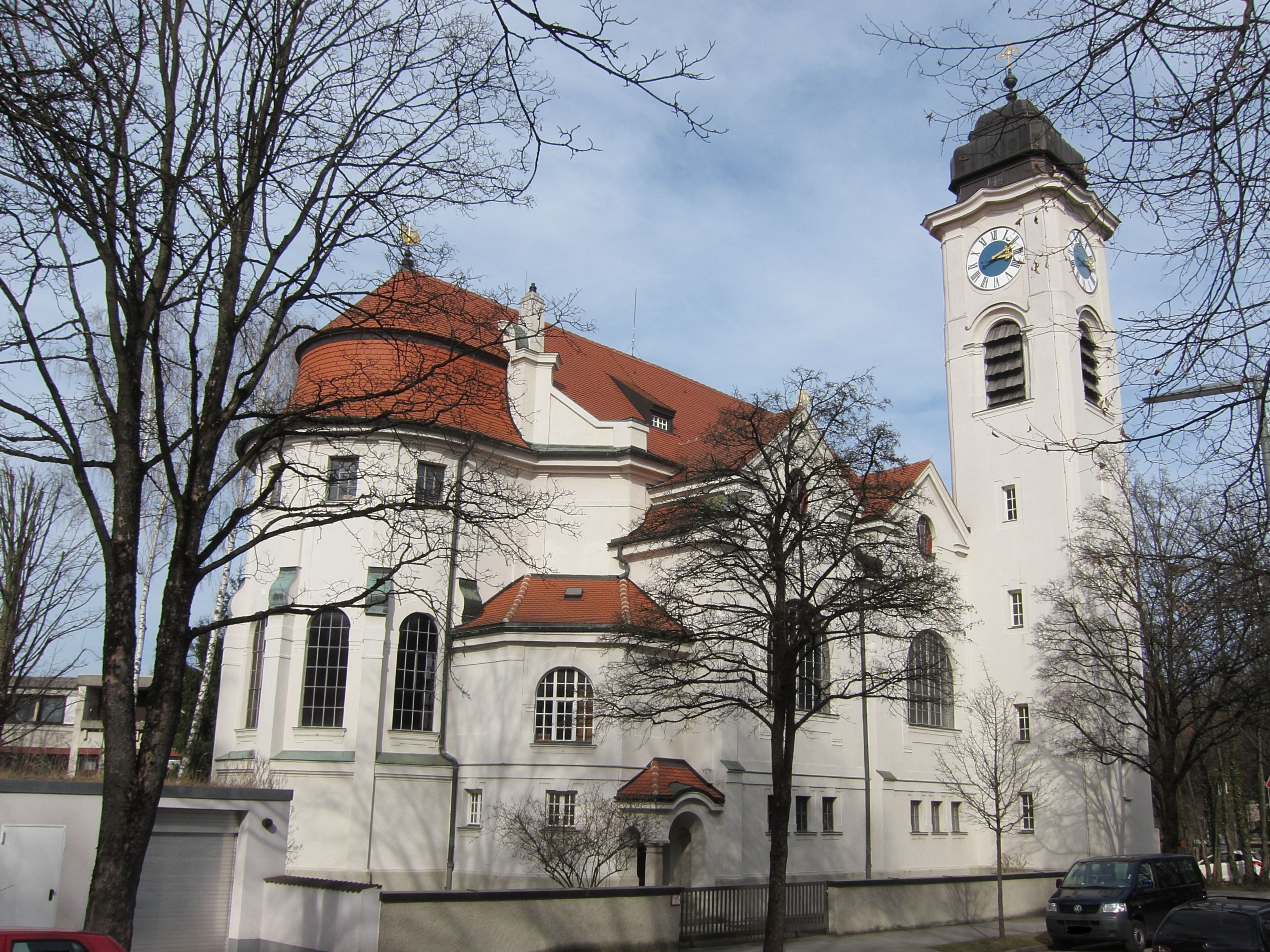
Himmelfahrtskirche
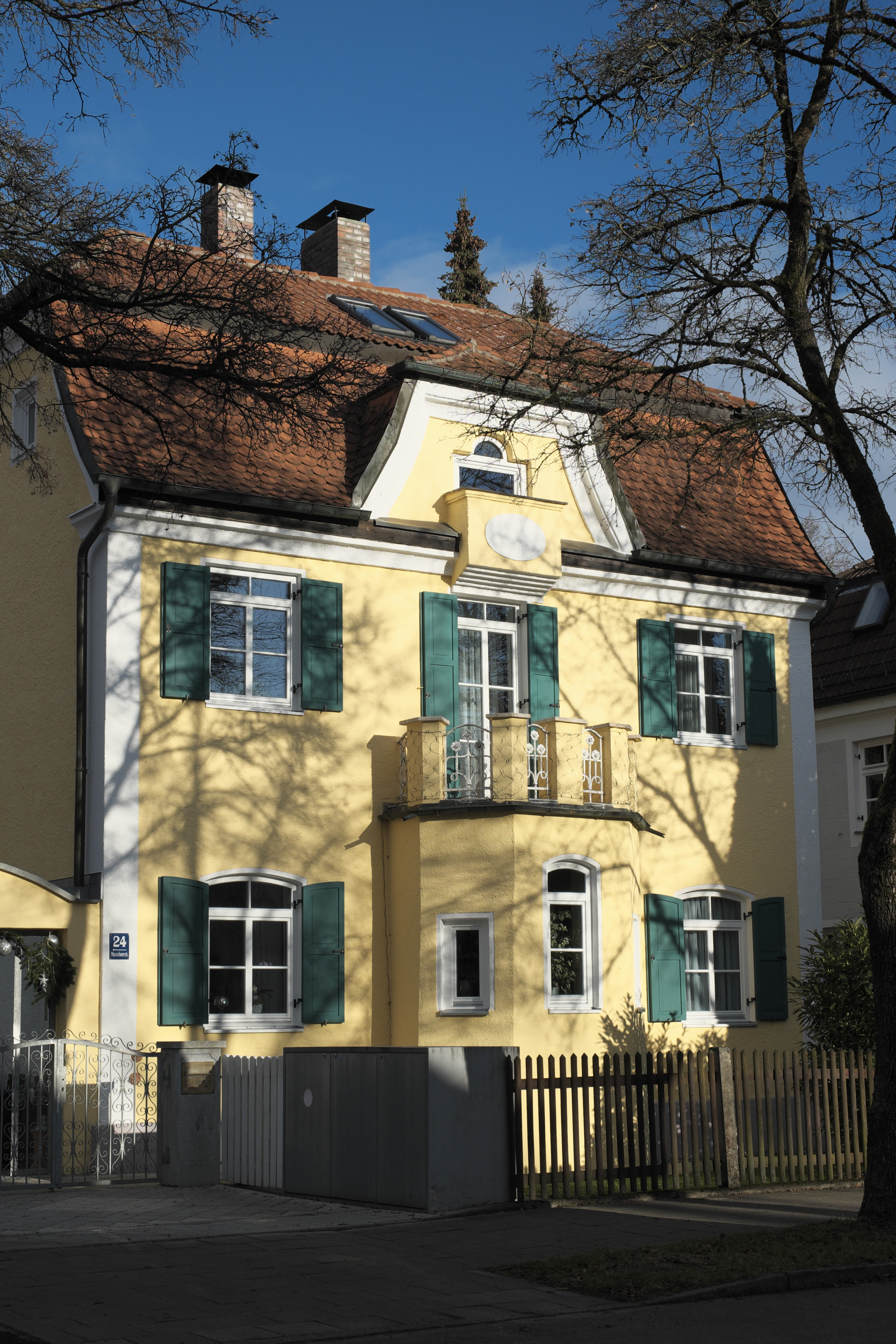
Villa Marschnerstraße 24
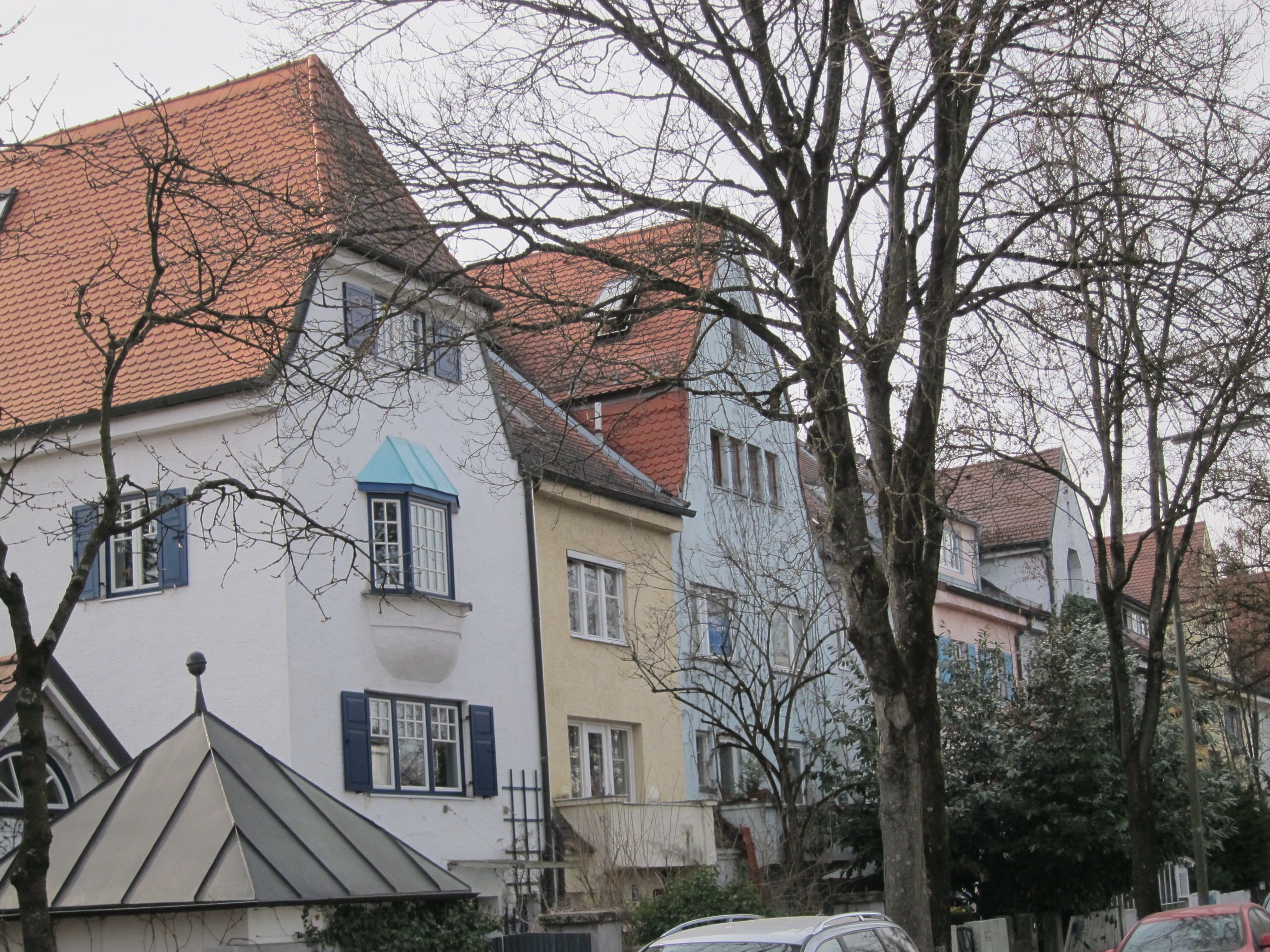
Reihenhäuser Marschnerstraße 35–41b
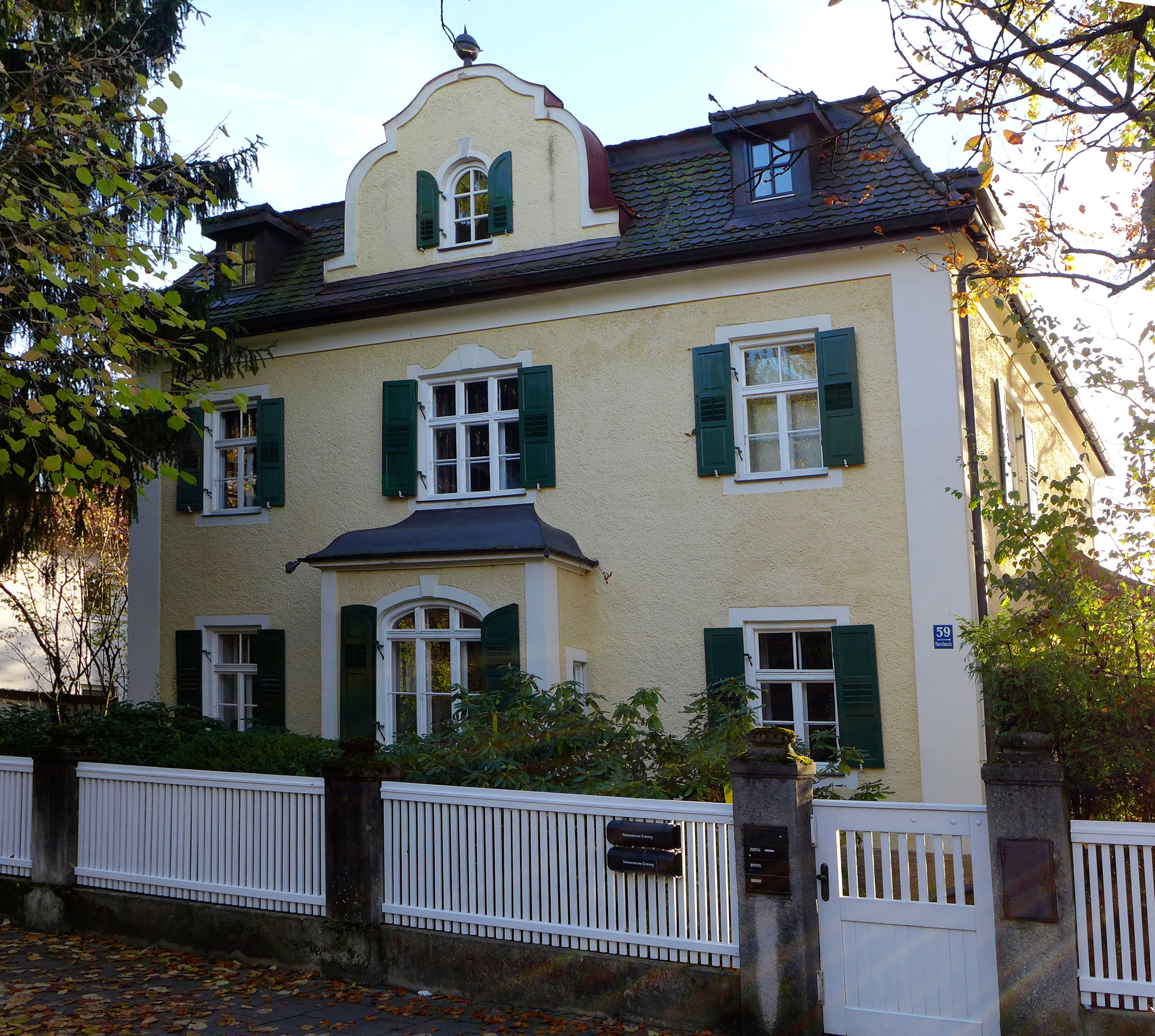
Villa Marschnerstraße 59